# Caso del narcoindulto
El caso del narcoindulto fue un escándalo político en Venezuela ocurrido en 1993 cuando se descubrió que el presidente encargado Ramón J. Velásquez indultó al narcotraficante encarcelado Larry Tovar Acuña, representante del cartel de Medellín en Venezuela.

## Juicio
Al conocerse los hechos, el presidente Velásquez derogó rápidamente el decreto, declarando posteriormente ante la justicia que firmó el documento sin leerlo. Fue exculpado en 1995 por dicho asunto,  mientras que su secretaria privada María Auxiliadora Jara de Tarazona fue destituida de su cargo y hallada culpable. El tribunal encargado del caso declaró:
«Queda demostrado que Jara se valió de astucia para sorprender la buena fe del presidente, quien otorgó la gracia indebidamente sustanciada, y el error, el engaño, excluyen el pacto corrupto».
Jara fue condenada a tres años de cárcel y a Larry Tovar Acuña, quien había escapado a Colombia, le fue ordenada una orden de extradición.